# Воин на коне

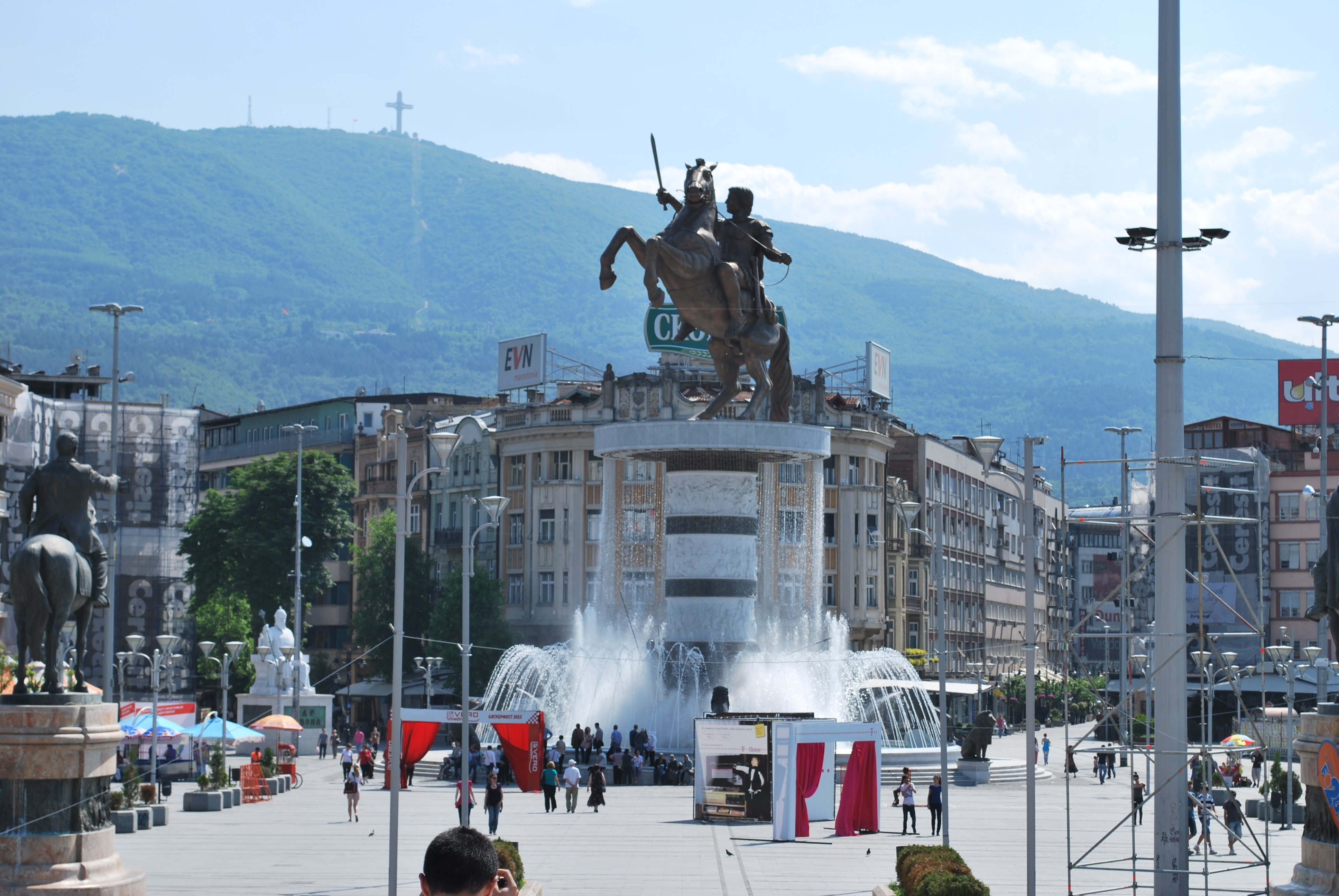
Общий вид памятника на Площади Македония в Скопье

«Воин на коне» (макед. Воин на коњ) — монументальный памятник в столице Северной Македонии г. Скопье. Сооружён в рамках проекта культурной застройки столицы «Скопье-2014». Памятник официально открыт 8 сентября 2011 года в День независимости Республики Македонии. Находится в центре столицы — на Площади Македония.
Автор памятника — скульптор Валентина Каранфилова-Стевановская. Общая стоимость оценивается примерно в 9 млн евро.
Установка памятника вызвала критику со стороны правительства Греции, считающего, что история легендарного полководца — достояние только лишь Греции. Официальное название памятника — «Воин на коне», хотя под этим воином подразумевается Александр Македонский. Однако на это не указывается прямо, поскольку Александр Великий был родом из г. Пелла в греческой Македонии. Греческие власти обвинили Республику Македония в переписывании греческой истории и попытке эскалации конфликта вокруг названия государства. Во избежание дальнейших недоразумений памятник был назван «Всадник на коне».
При этом сам проект «Скопье-2014» в сегодняшней Северной Македонии рассматривается как китч.

## Описание
Бронзовая скульптура, изображает всадника в античных одеждах с обнажённым мечом в вытянутой руке и очень напоминает фигуру Александра Македонского на своем Буцефале. Бронзовая композиция размещается на роскошном постаменте в виде древней колонны, украшенной скульптурами воинов у основания, барельефами и чеканкой с батальными сценами.
Вес всего памятника — 35 тонн, постамент высотой 10 м, а его общая высота — 28 метров.
У памятника сооружен цветомузыкальный фонтан.
Вблизи фонтана установлены бронзовые скульптуры: восемь воинов, высотой по 3 м каждый, и восемь львов, высотой по 2,5 м, четыре из которых в фонтане, половина львов повёрнута головами к памятнику (являются частью фонтана, из их пастей течет вода), другие — в противоположную сторону. Одна из фигур воинов, окружающих всадника изображает отца Александра — Филиппа II Македонского. Филиппу также посвящён отдельный памятник, расположенный недалеко — его официальное название «Воин».

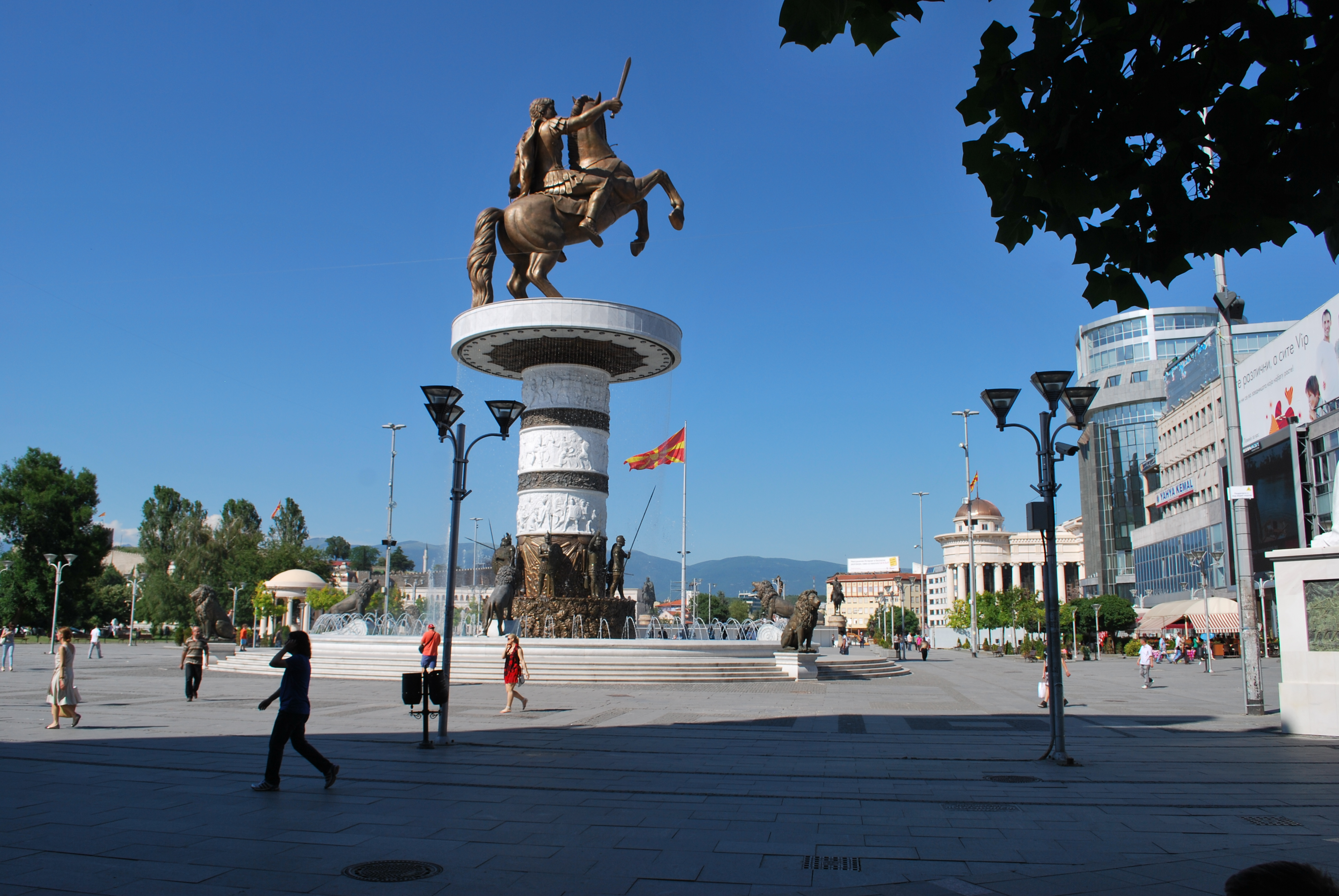
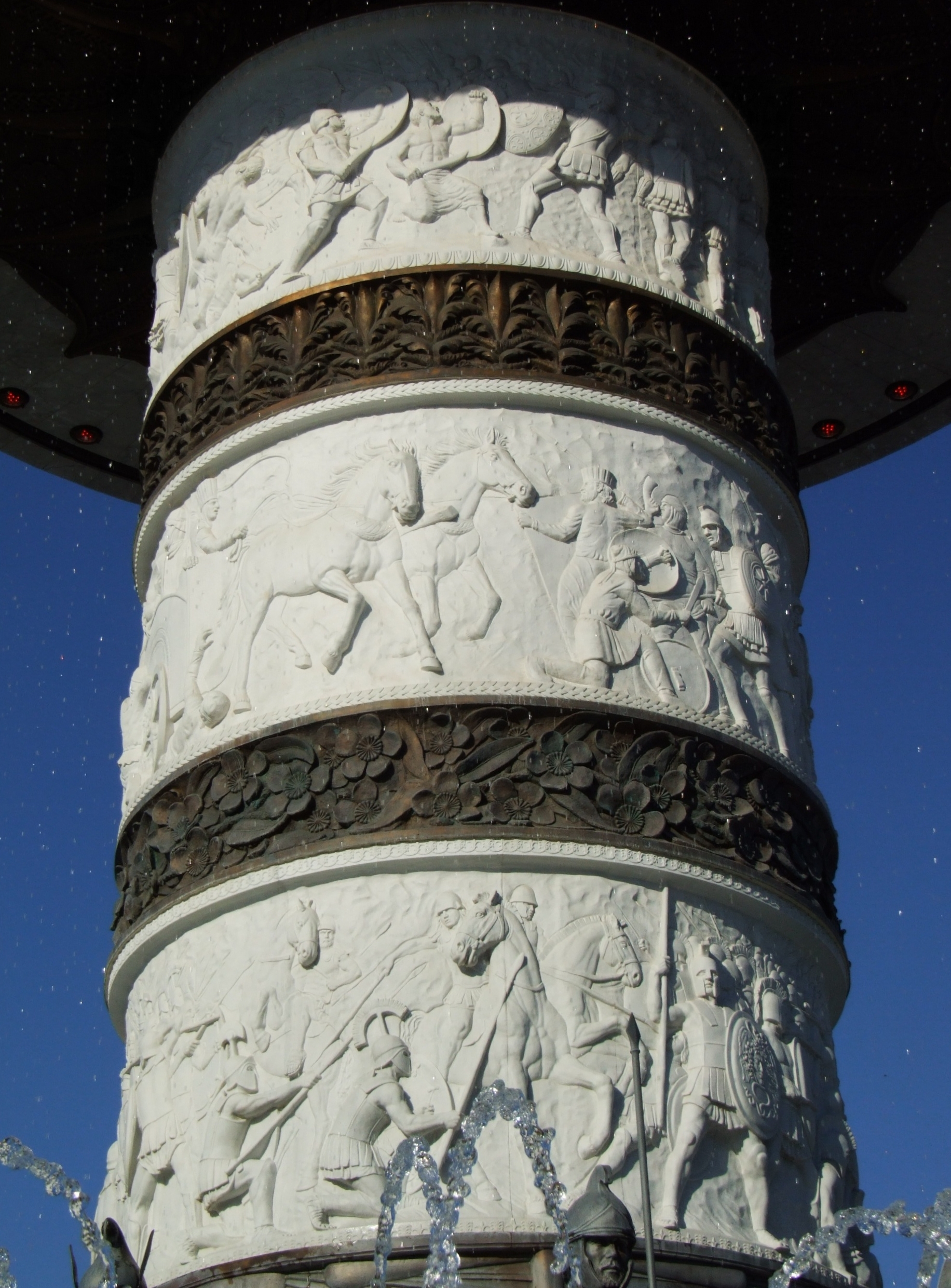
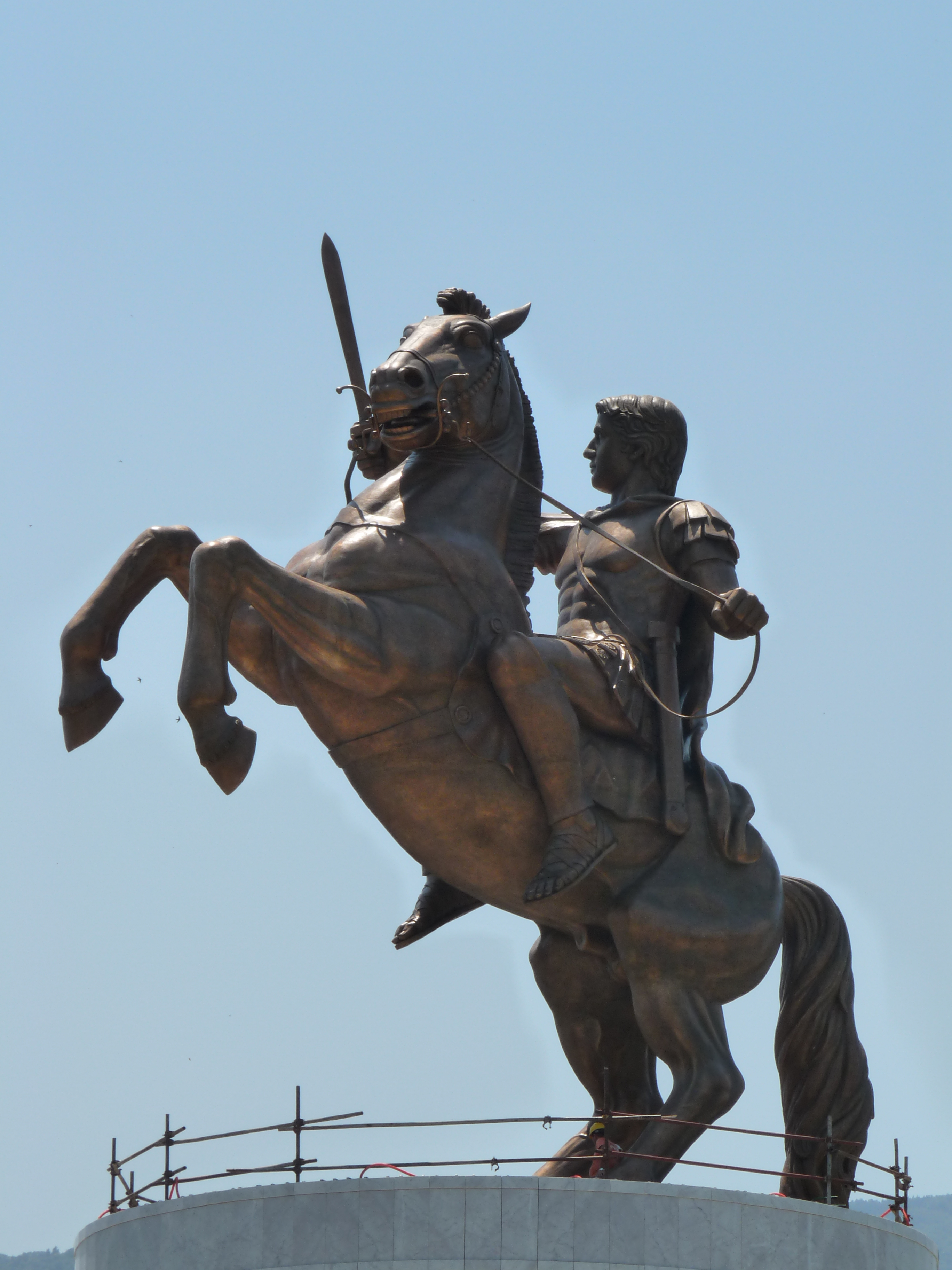
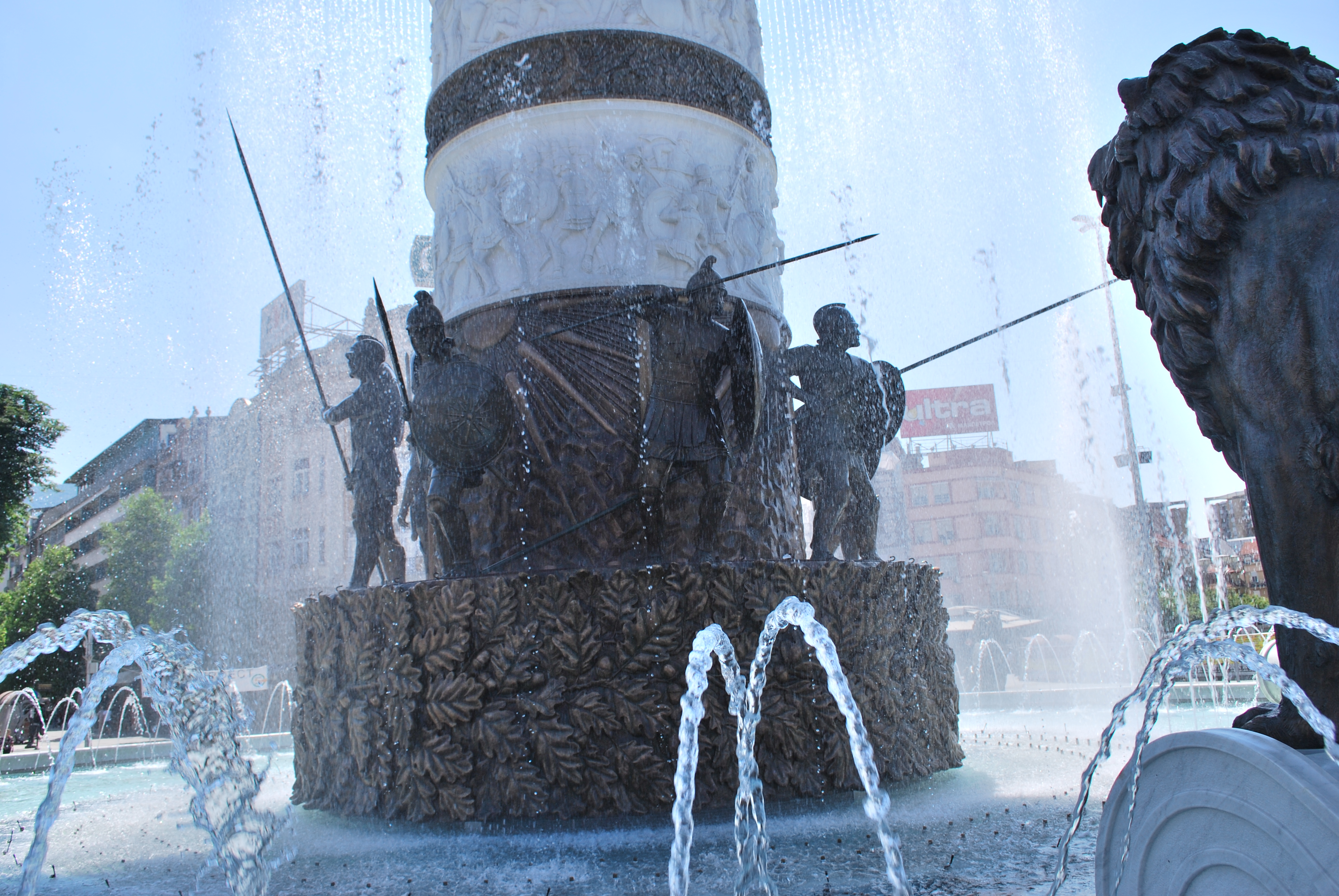